# 房士达
房士達（496年—533年），东清河郡绎幕县（今山东省淄博市博山区）人，祖籍清河郡东武城县（今河北省衡水市故城县），北魏軍事人物，房三益的儿子。
年轻时有才气，族兄房景先，有鉴识，常说：“此儿俶傥，终当大其门户。”初任济州左将军府仓曹参军。京兆王元继为大将軍，出镇关中，听闻其名，征补骑兵参军，领帐内统军。
孝昌年間，其乡人刘苍生、刘钧、房须等作乱，攻陷郡县，多次击败州軍。房士達为父服丧在家，齐州刺史元欣想要逼他为将軍，房士達以丧礼为由固辞。元欣命其友人馮元興劝说他，房士達不得已出馬，率州郭二千余人，東西讨击乱軍，反乱全部击破镇压。武泰元年（528年），担任平原郡太守，抑挫豪族，境内肃然。邢杲作乱，忌憚房士達威名，越平原郡城西度，不敢攻击。永安3年（530年），房士達转任济南郡太守。
爾朱兆入洛陽，齐州刺史萧赞被城民趙洛周所逐，城内无主。趙洛周上表请房士達代行齐州事務。趙洛周的儿子趙元献途中換取上表文書，请元子華担任齐州刺史。永熙二年（533年）去世，享年三十八岁。追贈平東将軍、齐州刺史，諡武。